# 德國國防軍陸軍第339步兵師
德國國防軍陸軍第339步兵師（德語：339. Infanterie-Division）是納粹德國國防軍陸軍的一個步兵師。該師於1940年12月組建。
該師組建後，首次作戰為參與1941年6月巴巴羅薩行動，此後一直在東線作戰。
該師最後於1943年11月解散，其殘部歸入其他部隊。

## 註腳
1. ↑  Mitcham（2007年）